# Evangelische Kirchenbauhütte Hildesheim
Die Evangelische Kirchenbauhütte Hildesheim war eine Einrichtung für den kirchlichen Wiederaufbau in der Stadt Hildesheim nach dem Zweiten Weltkrieg.

## Geschichte

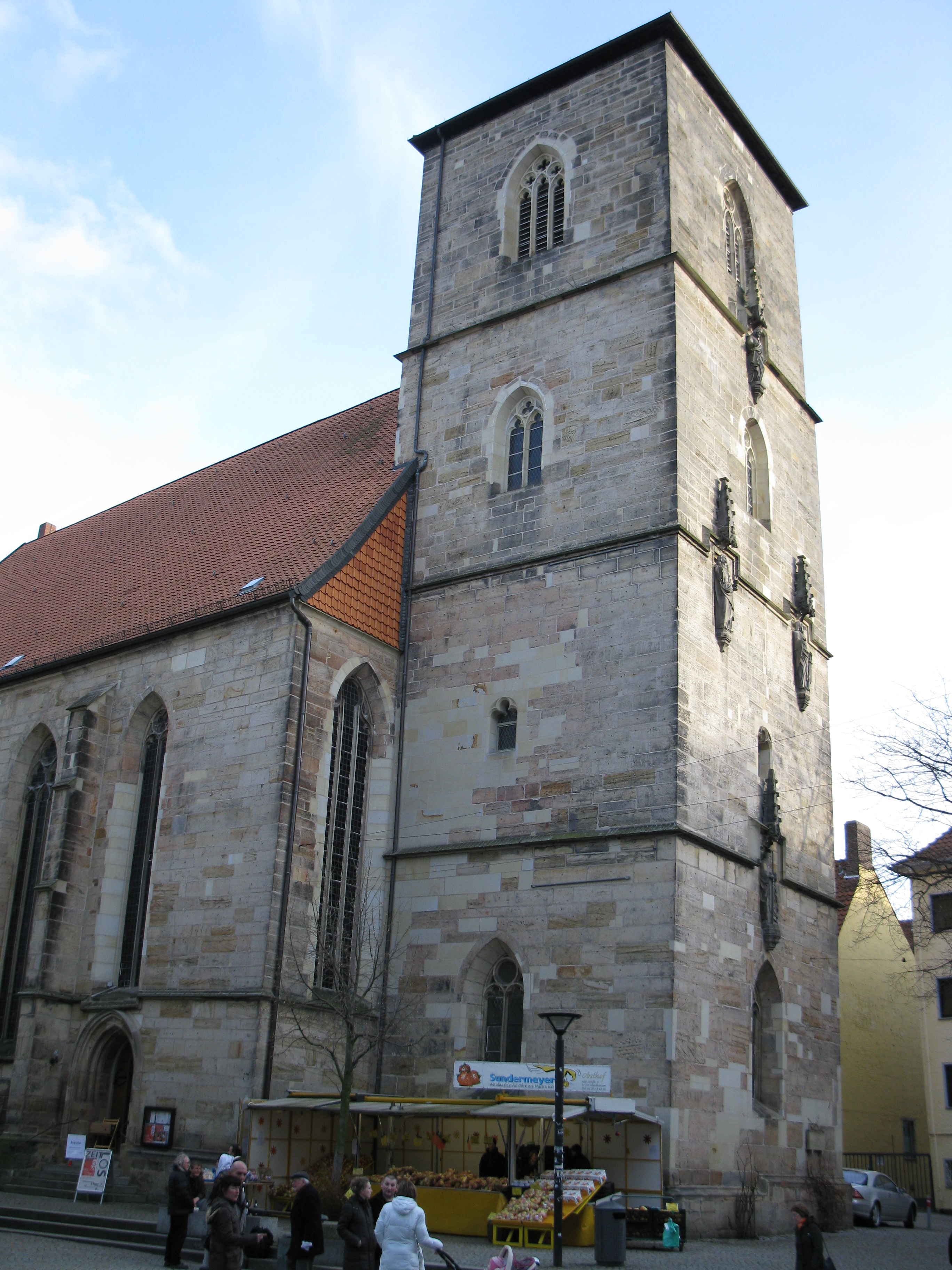
St.-Jakobi-Kirche in Hildesheim

Bei Kriegsende 1945 waren mit Ausnahme der nur beschädigten Gebäude der Christuskirchengemeinde sämtlichen kirchlichen Bauten in Hildesheim zerstört. Um den kirchlichen Wiederaufbau in die Wege zu leiten, riefen Landessuperintendent Rudolf Detering, der damalige Pastor an St. Michael Kurt Degener, Oberturnlehrer Eich und andere Geistliche und Laien die Evangelische Kirchenbauhütte ins Leben. Sie unterstützte die Kirchengemeinden finanziell und beispielsweise durch die Beschaffung von Bauholz, das den Gemeinden kostenfrei zur Verfügung gestellt wurde, auch bei konkreten Bauvorhaben. Der Kölner Architekt Brandt wurde mit der Neuplanung von kirchlichen Bauten beauftragt. Erste Pläne lagen bereits 1946/47 vor.
Als Anfang 1948 der Wiederaufbau der St.-Jakobi-Kirche in ein entscheidendes Stadium trat, nahm die Kirchenbauhütte zum 1. März 1948 erstmals eine hauptamtliche technische Kraft in ihren Dienst. Im Dezember 1948 für die St.-Jakobi-Kirche als erste evangelische Kirche in der Stadt Richtfest gefeiert werden. Am 4. Advent 1949 wurde sie als erste evangelische gottesdienstliche Stätte wieder geweiht. Wenig später folgte der Wiederaufbau der St.-Lamberti-Kirche.
Der Arbeitskreis der Kirchenbauhütte weitete sich in den folgenden Jahren mehr und mehr über den Bereich der Stadt hinaus auf den gesamten Sprengel Hildesheim aus. Dem wurde durch die Einstellung weiteren Personals und durch finanzielle Zuschüsse seitens des Landeskirchenamts in Hannover Rechnung getragen. Letztlich konnte sie den wachsenden Aufgaben aber nicht mehr gerecht werden und wurde nach Verhandlungen mit Oberlandeskirchenrat Constanz Brüel und Konsistorialbaumeister Ernst Witt am 1. Mai 1954 in die erste Außenstelle des Amts für Bau- und Kunstpflege der Evangelisch-lutherischen Landeskirche Hannovers umgewandelt. Die Außenstelle erhielt ein Büro im Gebäude der Landessuperintendentur.